# 漭蜻属
漭蜻属（学名：Macrodiplax）为蜻蜓科的一个属 。該屬物種主要分布于热带和亚热带地区，不過非洲沒有該屬物種。

## 下属物种
本属包括以下物种：
- Macrodiplax balteata Hagen, 1861
- 高翔漭蜻 Macrodiplax cora Brauer, 1867